# Lorena Brandl
Lorena Brandl (* 15. Mai 1997 in Kelheim) ist eine deutsche Taekwondoin und amtierende Europameisterin im Schwergewicht der Frauen. 2022 gewann sie zudem eine Bronzemedaille bei den Taekwondo-Weltmeisterschaften.

## Sportliche Laufbahn

### Junioren
Brandl begann im Jahr 2007 mit dem Taekwondo und bestritt 2013 ihren ersten internationalen Wettkampf. 2014 startete sie das erste Mal für die deutsche Nationalmannschaft, im selben Jahr nahm sie an ihren ersten Europameisterschaften (U21) teil. 2015 erreichte sie bei den U21-Europameisterschaften in Bukarest den ersten Platz, bei den U21-Europameisterschaften in Sofia gewann sie 2017 eine Bronzemedaille.
Im Juniorenbereich wurde Brandl insgesamt dreimal deutsche Meisterin und einmal Bronzemedaillengewinnerin.

### Senioren
Brandl nahm 2015 an den Senioren-Weltmeisterschaften in Tscheljabinsk, 2017 in Muju und 2019 in Manchester in der Gewichtsklasse +73 kg teil, hier blieb sie jeweils ohne Platzierung. 2016 nahm sie an den Senioren-Europameisterschaften in Montreaux, 2018 in Kasan, 2021 in Sofia und 2022 in Manchester teil. 2019 wurde sie bei den Extra European Championships in Bari Vizemeisterin in der Gewichtsklasse +67 kg. 2021 war sie Teilnehmerin des Qualifikationsturniers für die Olympischen Spiele in Tokio und erreichte dort den dritten Platz in der Gewichtsklasse +67 kg, qualifizierte sich damit jedoch nicht für die Teilnahme an den Olympischen Spielen. Bei den Damen-Weltmeisterschaften 2021 gewann Brandl eine Bronzemedaille.
2022 gewann Brandl die Goldmedaille in der Klasse +67 kg beim Grand Prix in Manchester. Im selben Jahr nahm sie an den Weltmeisterschaften in  Guadalajara teil und gewann in der Gewichtsklasse +73 kg eine Bronzemedaille.
Brandl nahm 2023 an den Weltmeisterschaften in Baku teil, dort unterlag sie in der Gewichtsklasse +73 kg im Auftaktkampf der Kroatin Nika Klepac. Bei den 2023 im Rahmen von Die Finals in Düsseldorf durchgeführten Deutschen Meisterschaften in den olympischen Gewichtsklassen erreichte sie den ersten Platz in der Klasse +67 kg. Im Oktober 2023 gewann sie in derselben Klasse eine Bronzemedaille beim Grand Prix in Taiyuan.
2024 wurde Brandl in Belgrad Europameisterin in der Klasse über 73 kg, nachdem sie die türkische Sportlerin Nafia Kuş im Finale mit 2:0 besiegte.

### Olympische Spiele 2024
Aufgrund ihrer Platzierung auf Rang acht in der olympischen Rangliste sicherte Brandl im Januar 2024 einen Quotenplatz für Deutschland in der Gewichtsklasse über 67 kg bei den Olympischen Spielen 2024. Am 14. Mai nominierte der DOSB Brandl für die Teilnahme an den Olympischen Sommerspielen im August 2024.
Brandl startete bei den Olympischen Spielen in Paris in den Wettkämpfen im Schwergewicht (über 67 kg). Sie gewann das Achtelfinale gegen Arlettys Acosta aus Kuba. Im Viertelfinale verlor sie gegen die spätere Olympiasiegerin Althéa Laurin, da Laurin jedoch nachfolgend in das Finale einzog, trat Brandl in der Hoffnungsrunde an. Hier gewann sie gegen Munira Abdusalomowa aus Tadschikistan und qualifizierte sich damit für den Kampf um die Bronzemedaille gegen Lee Da-bin, in welchem sie mit 1:2 unterlag. Somit beendete sie den olympischen Wettbewerb auf dem fünften Platz.
Im Juni 2025 wurde Lorena Brandl bei den Militärweltmeisterschaften in Warendorf Militärweltmeisterin im Schwergewicht der Damen über 73 kg.

## Werdegang
Brandl absolvierte eine Berufsausbildung zur Fachkraft für Lagerlogistik. Nach dem Abschluss der Ausbildung trat sie 2016 der Sportfördergruppe der Bundeswehr bei, seitdem ist sie Sportsoldatin.